# Brigadier

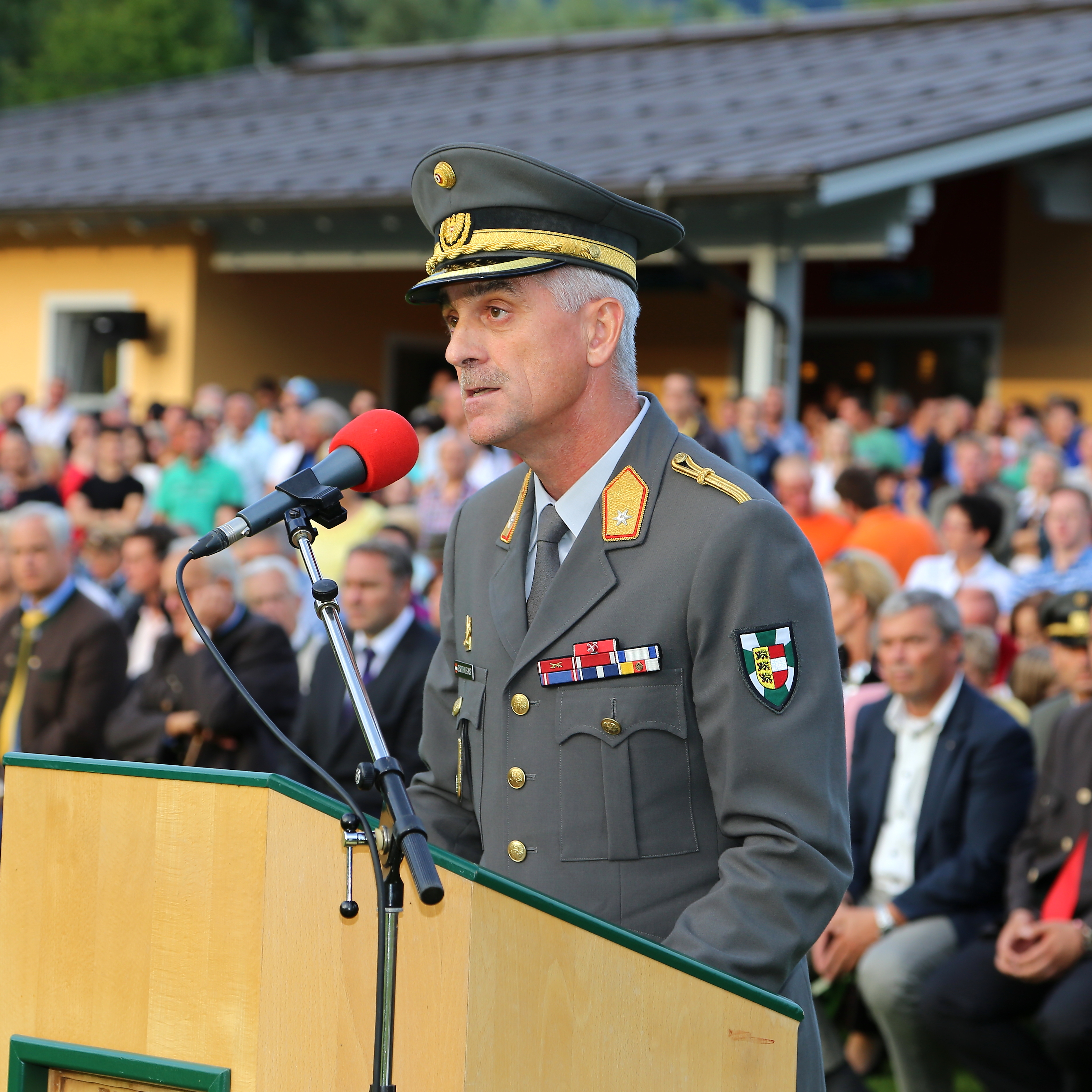
Der österreichische Brigadier Walter Gitschthaler bei einer Gedenkfeier anlässlich 100 Jahre Kriegsbeginn in Dellach im Juli 2014.

Der Brigadier (kurz: Brig oder Bgdr; englisch Brigadier) ist meist ein höherer Offizier in Streitkräften oder anderen ähnlich organisierten Verbänden, wie etwa der Polizei. In der Militärhierarchie gemäß NATO-Rangcode ist er in der Regel mit OF-6 eingestuft. Er ist in den meisten Streitkräften der unterste Generalsrang als Ein-Sterne-General; in diesem Fall existiert als Synonym auch die Bezeichnung Brigadegeneral.
In einigen Ausnahmen (siehe unten) ist ein Brigadier allerdings kein Generalsdienstgrad, sondern ein Dienstgrad für Stabsoffiziere einen Rang über dem Oberst. In Frankreich gibt es eine weitere Ausnahme: In ehemals berittenen Verbänden der Armee wird der Korporal (NATO-Rangcode OR-3) mit Brigadier bezeichnet.
Analog dazu ist der Brigadier in Polizei- und Gendarmeriekräften verschiedener Länder ein Dienstgrad für Beamte des Mittleren Dienstes. So gibt es bei der französischen Police nationale den Dienstgrad Brigadier de police (in etwa OR-8). Auch im Dienstgradgefüge der italienischen Polizei sind Brigadier und Vizebrigadier bei den Carabinieri und der Guardia di Finanza Dienstgrade des Mittleren Dienstes (Feldwebel/Unteroffizier). In der niederländischen Polizei entspricht der Dienstgrad Brigadier dem deutschen Polizeiobermeister (Besoldungsgruppe A8).

## Frankreich
In Frankreich bezeichnet brigadier bzw. brigadier-chef die beiden höchsten Mannschaftsdienstgrade (Korporale) sogenannter berittener Truppenteile des Heeres. In der Police nationale entspricht der Brigadier de police indes dem Adjutant der paramilitärisch organisierten Gendarmerie nationale, einem höheren Unteroffizier (etwa Stabsfeldwebel oder Polizeihauptmeister).
Im Ancien Régime verstand man unter Brigadier hingegen den niedrigsten Unteroffiziersrang der Kavallerie, entsprechend dem caporal. Von ihm zu unterscheiden war der Brigadier des armées du roi, der zwischen 1657 und 1788 existierte. Genau genommen handelte es sich nicht um einen Dienstgrad, sondern um eine Dienststellung, die zwischen dem Mestre de camp bzw. dem Colonel und dem Maréchal de camp rangierte. Die Position wurde zwischen 1657 (Kavallerie) bzw. 1668 (Infanterie) und 1672 (Dragoner) geschaffen. Oft dazu befördert wurden besonders verdienten Obristleutnante, die in Friedenszeiten weiterhin in ihrem Regiment dienten, auf Feldzügen aber bis zu vier Regimenter ihrer Waffengattung befehligten. Die Brigadiers des armées du roi zählten dabei nicht zur Generalität und trugen weiterhin ihre Regimentsuniform. Besonderes Abzeichen war seit 1759/1762 ein fünfspitziger Stern auf dem Epaulettenfeld.

## Großbritannien, Commonwealth und arabische Staaten
In der British Army und den Royal Marines sowie der Australian Army, New Zealand Army, Pakistan Army und einigen anderen Armeen bezeichnet Brigadier den höchsten Nicht-Generalsrang, direkt über dem Colonel und unter dem Major General.
Dieser Dienstgrad wurde 1928 in der British Army eingeführt und ersetzte den davor kurze Zeit gebrauchten Rang des Colonel-Commandant (dt. etwa „Oberstkommandeur“), der 1922 den Rang des Brigadier-General abgelöst hatte. Auch in diesen Armeen kommandieren Brigadiere für gewöhnlich Brigaden. Vor 1922 wurde die Bezeichnung Brigadier häufig für die Kommandeure einer Brigade benutzt, womit also der Brigadier-General gemeint war.
Der Brigadier ist hier der ranghöchste Stabsoffizier und ist daher so etwas wie ein Senior Colonel, ähnlich dem Commodore der Royal Navy. Bis kurz nach dem Zweiten Weltkrieg war es nur eine Verwendungsbezeichnung für Colonels und kein eigentlicher Dienstrang.
In vielen arabischsprachigen Ländern wird der Brigadier Amid genannt.

## Österreich
Der Titel „Brigadier“ ist die niedrigste Generalscharge.
Ein Oberst, der eine Brigade kommandiert, wird im österreichischen Bundesheer nach drei Jahren zum Brigadier befördert.
Daneben wird die Verwendungsbezeichnung Brigadier auch für Leitende Beamte (E1) der Exekutive in Österreich verwendet; dazu gehören Bundespolizei und Justizwache. Da es sich bei diesen Wachkörpern um zivile Körperschaften handelt, die lediglich nach militärischem Muster organisiert sind, handelt es sich jedoch nicht um „Polizeioffiziere“, sondern sie führen lediglich Offiziersränge als Verwendungsbezeichnung.

weitere Dienstgradabzeichen Einsterngeneral
Paroli Generalmajor k.u.k. Armee
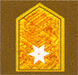
Brigadier Feldanzug Bundesheer
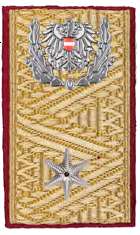
Brigadier Aufschubdienstgradabzeichen Bundespolizei

| Niedrigerer Dienstgrad Oberst                                                                                        | Dienstgrad Brigadier | Höherer Dienstgrad Generalmajor |
| Einordnung: Rekruten – Chargen – Unteroffiziere – Offiziere Alle Dienstgrade auf einen Blick: Bundesheer-Dienstgrade |                      |                                 |

## Schweiz
Der Brigadier (Br; brigadier, brigadiere) war bis zur Armeereform XXI der höchste militärische Rang der Schweizer Armee, den Milizoffiziere erreichen konnten.
Seit der Reform bilden Brigaden die größte Verbandseinheit der Schweizer Armee. Kommandiert werden sie jeweils von einem Brigadier. In den Infanteriebrigaden sind dem Brigadier rund 8700 Soldaten unterstellt, in den Panzerbrigaden sind es rund 10'000 Angehörige der Armee. Einige Brigadiers üben ihr Amt in Milizfunktion aus. Im Verkehr mit dem Ausland wird ein Brigadier als Brigadier General bezeichnet (Brig Gen). NATO-Rangcode: OF-6.
Bis 1977 wurde der Grad als Oberstbrigadier bezeichnet. Bis 1969 gab es für uniformierte Chefbeamte auch den Grad eines Brigadiers ohne Kommando. Dieser wurde durch graue statt schwarze Schulterstücke gekennzeichnet und trug ein Uniformkäppi mit Lorbeerkranz auf grauem Grund. Das Dienstgradabzeichen zeigt bei der Schweizer Armee einen mit goldenem Lorbeerlaub eingefassten Stern auf der Achselschlaufe und einen einfachen Lorbeerkranz auf dem Uniformkäppi.
| Niedrigerer Dienstgrad Oberst | Offiziersdienstgrad Brigadier | Höherer Dienstgrad Divisionär |
| Einordnung: Mannschaften – Unteroffiziere – Höhere Unteroffiziere – Subalternoffiziere – Hauptleute – Stabsoffiziere – Höhere Stabsoffiziere – Oberbefehlshaber der Armee Alle Dienstgrade auf einen Blick: Grade der Schweizer Armee |                               |                               |